# Landstingsvalg
 For alternative betydninger, se Grønlands landsting.
Valgene til Landstinget, som var Danmarks førstekammer i perioden 1849-1953, blev reguleret af Grundloven og skiftede med de forskellige revisioner af denne i henholdsvis 1866 og 1915. Landstingsvalgene blev afholdt på meget forskellig måde 1849-66, 1866-1915 og 1915-53, men altid som indirekte valg. Indtil 1915 var kun mænd valgbare og valgberettigede til Rigsdagen, herunder Landstinget.

## 1849-grundloven
Antallet af landstingsmedlemmer var med valgloven af 1849 der blev vedtaget i sammenhæng med Junigrundloven fastsat til 51. Valgretten til Landstinget var den samme som til Folketinget men kravene til valgbarhed var anderledes og valget skulle være indirekte. 
Valgret havde således enhver "Mand, som har Indfødsret, naar han har fyldt sit 30te Aar, medmindre han:  
a) uden at have egen Huusstand staaer i privat Tjenesteforhold;  
b) nyder eller har nydt Understøttelse af Fattigvæsenet, som ikke er enten eftergiven eller tilbagebetalt;  
c) er ude af Raadigheden over sit Bo;  
d) ikke har havt fast Bopæl i eet Aar i den Valgkreds eller den Stad, hvori han opholder sig paa den Tid, Valget foregaaer." (Junigrundloven § 35) 
For at være valgbar til Landstinget skulle man være fyldt 40 år og have en indtægt på mindst 1.200 Rdl. årligt eller betale minimum 200 Rdl. i skat. Disse betingelser indskrænkede den valgbare del af befolkningen til midaldrende mænd fra den højere middelklasse og overklassen, hvilket især kom de nationalliberale til gavn, eftersom denne politiske gruppering primært bestod af embedsmænd. Kun ca. 4% af de, som havde stemmeret var således valgbare til Landstinget.
Valgene foregik indirekte via valgmænd og gjaldt for 8 år (modsat 3 år for folketingsvalg). Hvert 4. år afgik halvdelen af medlemmerne. Grundloven gav mulighed for at valget af landstingsmedlemmer kunne overdrages "de større communale (Amts- eller Provinds-)Raad", hvilket dog ikke blev udnyttet.

## 1866-grundloven
Den "gennemsete Grundlov", også kendt som Juligrundloven, medførte ændrede valgregler og derfor også væsentlige magtforskydninger, hvilket var årsagen til forfatningskampen, der gik forud for vedtagelsen af loven. I perioden 1866-1918 havde Landstinget 66 medlemmer, hvoraf 12 var kongevalgte på livstid. Med tiden blev det dog de facto regeringen og ikke kongen, som udpegede disse 12 medlemmer. 53 medlemmer blev valgt ved indirekte valg med privilegeret valgret for landets højere indtægtsklasser, således at halvdelen af valgmændene valgtes af de vælgere, som havde den højeste indtægt. De højestbeskattede på landet, dvs. de mest velhavende godsejere, indtrådte direkte som valgmænd, mens der i byerne indførtes pluralvalgret med udgangspunkt i skattefastsættelsen. Fortsat havde kun mænd valgret og valgbarhed. Valgbarhedsalderen blev nedsat til 25 år, mens valgretsalderen fortsat var 30 år. Valgmændene blev valgt som tidligere, landstingsmændene derimod efter Andræs metode.
Af de 54 ikke-kongevalgte blev 7 valgt i København, 45 på Øerne og i Jylland, 1 på Bornholm. 1 medlem blev valgt af Færøernes Lagting.
Efter J.B.S. Estrups død juleaften 1913 mistede Højre ved det efterfølgende landstingsvalg flertallet, der gled over på Venstres hænder.

## 1915-grundloven
Efter grundloven af 1915, som trådte i kraft i 1918, blev antallet af medlemmer forhøjet til 72. Heraf blev 18 valgt ved forholdstalsvalg af det afgående ting (såkaldt tingvalgte medlemmer), mens 53 blev valgt ved indirekte valg med lige valgret for alle indtægtsklasser og begge køn. Ingen medlemmer var længere kongevalgte. Valgret- og valgbarhedsalderen var nu 35 år, men stadig højere end for Folketinget (25 år). Af de 53 blev 10 valgt i København med Frederiksberg, 42 på Øerne og i Jylland og 1 på Bornholm. Færøernes Lagting valgte fortsat 1 medlem. 
Der indførtes forholdstalsvalg mellem lister (d'Hondts metode) ved valgene af valgmænd, mens valgmændenes valg af landstingsmedlemmer foregik efter en variant af Andræs metode. Valgperioden var otte år, og valgene foregik med fire års forskydning i halvdelen (dvs. tre, hhv. fire) af de syv landstingsvalgkredse. 
I begyndelsen sikrede dette fortsat højrefløjen flertal i Landstinget, hvilket betød at mellemkrigstidens socialdemokratisk-radikale regeringer måtte have mindst ét højrefløjsparti på deres side for at gennemføre en lov. Således blev Kanslergadeforliget gennemført som en aftale mellem Socialdemokratiet og Det radikale Venstre i 1933, hvor man på forhånd havde sikret sig, at Venstre ikke stemte imod.
Ved det første valg, hvor kvinder kunne stille op, blev der i 1918 valgt 5 kvinder til Landstinget: Nina Bang (S), Marie Hjelmer (RV), Marie Christensen (V), Inger Gautier Schmit (V) og Olga Knudsen (V). Kvinderne udgjorde 7% af forsamlingen. Andelen af kvinder i Landstinget toppede ved valget i 1951, hvor den nåede 16%.
Efter genforeningen i 1920 og den i den anledning foretagne grundlovsændring havde Landstinget højst 76 medlemmer. Heraf blev 19 valgt ved forholdstalsvalg af det afgående ting, mens højst 56 blev valgt ved indirekte valg. De højst 56 ikke-landstingsvalgte medlemmer fordelte sig med 10 i København med Frederiksberg, højst 48 på Øerne og i Jylland og 1 på Bornholm. Færøernes Lagtings folkevalgte medlemmer valgte 1 medlem.
I 1936 opnåede Socialdemokratiet og Det radikale Venstre for første gang flertal i Landstinget. Denne afspejling af Folketingets flertal blev også argumentet for at afskaffe tinget, hvilket blev gennemført efter folkeafstemning i 1953.

## Landstingsvalg

### Landstingsvalg efter 1849-grundloven
- Landstingsvalget 1849 (29. december)
- Landstingsvalget 1853 (3. juni)
- Landstingsvalget 1855 (20. juni)
- Landstingsvalget 1859 (20. juni)
- Landstingsvalget 1863 (23. juni)
- Landstingsvalget 23. juni 1866

### Landstingsvalg efter 1866-grundloven
- Landstingsvalget 18. oktober 1866
- Landstingsvalget 1870 (1. oktober)
- Landstingsvalget 1874 (30. september)
- Landstingsvalget 1878 (1. oktober)
- Landstingsvalget 1882 (30. september)
- Landstingsvalget 1886 (1. oktober)
- Landstingsvalget 1890 (30. september)
- Landstingsvalget 1894 (19. september)
- Landstingsvalget 1898 (21. september)
- Landstingsvalget 1902 (20. september)
- Landstingsvalget 1906 (21. september)
- Landstingsvalget 1910 (20. september)
- Landstingsvalget 1914 (10. juli)
- Landstingsvalget 1915 (22. maj)

### Landstingsvalg efter 1915-grundloven
- Landstingsvalget 1918 (11. maj)
- Landstingsvalget 10. august 1920
- Landstingsvalget 1. oktober 1920
- Landstingsvalget 1924 (23. september)
- Landstingsvalget 1928 (21. september)
- Landstingsvalget 1932 (13. september)
- Landstingsvalget 1936 (22. september)
- Landstingsvalget 1939 (14. april)
- Landstingsvalget 1943 (6. april)
- Landstingsvalget 1947 (1. april)
- Landstingsvalget 1951 (3. april)
- Landstingsvalget 1953 (21. april)

I hele perioden blev der desuden afholdt lokale suppleringsvalg for at erstatte udtrådte eller afdøde medlemmer.